# PetroDragonic Apocalypse
PetroDragonic Apocalypse, punog naslova PetroDragonic Apocalypse; or, Dawn of Eternal Night: An Annihilation of Planet Earth and the Beginning of Merciless Damnation, dvadeset i četvrti je studijski album australskog rock-sastava King Gizzard & the Lizard Wizard. Objavljen je 16. lipnja 2023.
Na albumu, nastalu na temelju improviziranih pjesama, sastav u svoje skladbe uvrštava heavy metal. Frontmen Stu Mackenzie izjavio je da uradak govori „o čovječanstvu i planetu Zemlji, ali i o vješticama, zmajevima i tako dalje”.
Basist Lucas Hardwood izjavio je da je to prvi od dvaju albuma utemeljen na konceptu „jina i janga” (drugi je uradak The Silver Cord objavljen četiri mjeseca poslije); dodao je da se „međusobno jako razlikuju”, ali i „da se nadopunjuju”.

## O albumu
Dana 4. ožujka 2023. na nastupu u Tilburgu skupina je prvi put uživo odsvirala pjesmu „Gila Monster”. Osam dana poslije na društvenim je mrežama objavila videozapis na kojem je reproducirala dio naočigled nove pjesme uz opis da je „novi album spreman”. Dana 7. svibnja 2023. objavila je informacije o albumu i njegovu naslovnicu, koju je opisala „živopisnom, vatrenom slikom gušterolika čudovišta u industrijskom, apokaliptičnom krajoliku”. Pjesme na albumu nazvala je „jebeno žestokima” i izjavila je da će se moći prednaručiti od 16. svibnja.
Glavni singl „Gila Monster” i popratni glazbeni spot objavljeni su 16. svibnja 2023., a sastav je istog dana izjavio da će uradak biti objavljen točno mjesec dana poslije. Brojni su recenzenti izjavili da se na toj pjesmi skupina vratila thrash metalu s albuma Infest the Rats' Nest; sama je skupina komentirala da, iako je Infest the Rats' Nest u početku trebao biti „jednokratan eksperiment”, na kraju je ipak „čula zov sirene metala”.
Dana 28. svibnja 2023. sastav je na Boston Calling Music Festivalu prvi put odsvirala pjesmu „Converge”. Ta je pjesma prvi put objavljena na kompilaciji Demos Vol. 3 & 4 pod imenom „Uncolonise”. Skupina je na svojim naknadnim koncertima prije objave samoga albuma odsvirala i pjesme „Supercell”, „Witchcraft” i „Motor Spirit”.
Drugi singl „Dragon” objavljen je 6. lipnja 2023. uz glazbeni spot koji je režirao Jason Galea.
Dana 8. lipnja 2023. skupina je reproducirala sve pjesme s albuma u Red Rocks Amphitheatreu između svojih dvaju nastupa.

## Snimanje
Uradak se uglavnom smatra stilskim nastavkom thrash metal-albuma Infest the Rats' Nest. Stu Mackenzie osvrnuo se na usporedbu tih dvaju albuma: 
Proces snimanja albuma protekao je slično kao tijekom rada na albumu Ice, Death, Planets, Lungs, Mushrooms and Lava – članovi sastava svakog su dana napisali jednu pjesmu, ali „bez rifova, bez melodija, bez ideja” koje bi prethodno osmislili. Mackenzie je izjavio da su pjesme nastale iz improviziranih svirki koje je sastav snimio. O tekstovima pjesama i konceptu izjavio je:

## Pjesme
Za glavni singl i prvu uživo odsviranu pjesmu „Gila Monster” recenzenti su izjavili da sadrži „otprilike četiri minute rifova prožetih thrashom i gang-vokale”, a posljednji su gitarski solo te pjesme opisali „turobnom i nevjerojatno žestokom brzom solažom”. Glazbeni je spot režirao SPOD, koji je izjavio da je „želio snimiti Gospodara prstenova 4, ali i napraviti videoigru”, pa je zato „pomiješao oba medija i osmislio veličanstvenu potragu za istinom i moći u prokletome svijetu”.
„Dragon” je objavljen kao drugi singl s albuma. U članku za Consequence Jon Hadusek izjavio je da na toj pjesmi sastav uravnotežuje sklonost metalu sa svojom „ćaknutom i psihodeličnom čudnovatošću”.
Na inačici albuma na gramofonskoj ploči nalazi se četrnaestominutna pjesma „Dawn of Eternal Night” na kojoj se pojavljuje glazbenica Leah Senior.

## Popis pjesama
Tekstovi: Stu Mackenzie, Ambrose Kenny-Smith, Joey Walker, Cook Craig i Lucas Harwood. 
| 1.    | »Motor Spirit« | Mackenzie, Walker, Michael Cavanagh, Craig, Kenny-Smith, Harwood | 8:32 |
| 2.    | »Supercell«    | Mackenzie, Walker, Cavanagh, Craig, Kenny-Smith, Harwood         | 5:05 |
| 3.    | »Converge«     | Mackenzie, Walker, Cavanagh, Craig, Kenny-Smith, Harwood         | 6:16 |
| 4.    | »Witchcraft«   | Mackenzie, Walker, Cavanagh, Craig                               | 5:03 |
| 5.    | »Gila Monster« | Mackenzie, Walker, Cavanagh, Craig, Kenny-Smith                  | 4:35 |
| 6.    | »Dragon«       | Mackenzie, Walker, Cavanagh, Craig, Kenny-Smith                  | 9:44 |
| 7.    | »Flamethrower« | Mackenzie, Walker, Cavanagh, Craig, Kenny-Smith                  | 9:21 |
| 48:40 |                |                                                                  |      |

| Dodatna pjesma na vinilnom izdanju | Dodatna pjesma na vinilnom izdanju | Dodatna pjesma na vinilnom izdanju | Dodatna pjesma na vinilnom izdanju | Dodatna pjesma na vinilnom izdanju | Dodatna pjesma na vinilnom izdanju | Dodatna pjesma na vinilnom izdanju | Dodatna pjesma na vinilnom izdanju | Dodatna pjesma na vinilnom izdanju | Dodatna pjesma na vinilnom izdanju |
| Br.                                | Skladba                            | Skladatelj                         | Trajanje                           |                                    |                                    |                                    |                                    |                                    |                                    |
| ---------------------------------- | ---------------------------------- | ---------------------------------- | ---------------------------------- | ---------------------------------- | ---------------------------------- | ---------------------------------- | ---------------------------------- | ---------------------------------- | ---------------------------------- |
| 8.                                 | »Dawn of Eternal Night«            | Mackenzie                          | 14:22                              |                                    |                                    |                                    |                                    |                                    |                                    |
| 63:03                              |                                    |                                    |                                    |                                    |                                    |                                    |                                    |                                    |                                    |

## Recenzije
| Zbirne ocjene  | Zbirne ocjene |
| Izvor          | Ocjena        |
| -------------- | ------------- |
| Metacritic     | 76/100        |
| Recenzije      |               |
| Izvor          | Ocjena        |
| AllMusic       | [ 16 ]        |
| Classic Rock   | [ 17 ]        |
| Exclaim!       | 8/10          |
| Loud and Quiet | 7/10          |
| Muzika.hr      | [ 20 ]        |
| Pitchfork      | 5,4/10        |
| Sputnikmusic   | 4,5/5         |

Na Metacriticu, sajtu koji prikuplja ocjene recenzenata raznih publikacija i na temelju njih uratku daje prosječnu ocjenu od 0 do 100, uradak je na temelju sedam recenzija osvojio 76 bodova od njih 100, što označava „uglavnom pozitivne kritike”. Tim Sendra dao mu je četiri zvjezdice od njih pet u recenziji za AllMusic izjavivši: „Stroži članovi metal-zajednice možda King Gizzard smatraju uljezom bez prava metal-kredibiliteta, no nakon Rats Nesta i ovog uzbudljivo žestokog albuma sastav se bez ikakvih problema može smatrati jednim od najboljih današnjih izvođača toga žanra.” Pišući za Exclaim!, Isabel Glasgow dala mu je osam bodova od njih deset zaključivši: „Kao što je slučaj sa svim uspješnim konceptualnim albumima, pjesme jednako dobro zvuče i zasebno i u cjelini [albuma]. [Glazbene] nepodopštine prikrivaju koliko je [uradak] oštrouman, a on dokazuje da je King Gizzard naučio vješto oblikovati pjesme koje su jednako žestoke i konceptualno i glazbeno.” Jedan mu je recenzent u osvrtu za Sputnikmusic dao četiri i pol boda od njih pet napisavši da je riječ o „prekretnici” za skupinu i da „strašne slike u stihovima pjesama na Apocalypseu besprijekorno funkcioniraju s nevjerojatnim glazbenim sposobnostima [članova sastava]”.
Damian Jones dao mu je tri i pol zvjezdice od njih pet u recenziji za Classic Rock izjavivši: „Nekoliko duljih čudovišta među ovih sedam pjesama, pogotovo izvaljena Flamethrower, malo je prenapuhano i katkad se izgubi. Usprkos tomu PetroDragonic Apocalypse još jedan je vrijedan dodatak lavini stalno promjenjivih albuma King Gizzarda.” U recenziji za Pitchfork Steven Arroyo bio je nešto manje naklonjen uratku; dao mu je 5,4 boda od njih 10 i zaključio je: „Usprkos njegovoj razmetljivosti to je rijedak album King Gizzarda koji doista zvuči kao da su mu pjesme nastale tako brzo kao što i jesu.”

## Zasluge
| King Gizzard & the Lizard Wizard - Stu Mackenzie – gitara, bas-gitara, vokal, sintesajzer, snimanje, miksanje - Ambrose Kenny-Smith – vokal, sintesajzer - Joey Walker – gitara, bas-gitara, vokal, sintesajzer, snimanje, miksanje - Michael Cavanagh – bubnjevi, udaraljke, vokal, elektronički bubnjevi - Cook Craig – bas-gitara, vokal, sintesajzer - Lucas Harwood – sintesajzer | Dodatni glazbenici - Leah Senior – naracija Ostalo osoblje - Jason Galea – ilustracije, omot albuma, fotografija - Jesse Williams – tonska obrada - Nico Wilson – tonska obrada - Joe Carra – mastering |